# 320

## Nașteri
- Aurelius Victor, istoric și om politic al Imperiului Roman (d. 390)
- Constant, împărat roman (d. 350)

## Decese
- dată necunoscută: Lactanțiu scriitor latin (n. 240)
- dată necunoscută: Sfinții 40 de mucenici din Sevastia grup de soldați romani din Legiunea a XII-a Fulminata (n. ?)